# 紙塩
紙塩（かみじお、かみしお）は食材（主に魚介類）に塩味をつけるときの調理技法。食材の水分を除去して肉質を締める塩締めの一種。
食材に直接塩を振るのではなく、水で濡らした和紙で食材を包み（あるいは被せ）、和紙の上から塩を振る技法である。
以下のような効果が期待できる。
- 濡れた和紙の水分に塩が溶けて直接塩を振るよりも均一に塩味が付く[5]。
- 食材に直接塩が当たって変色することを防ぐ[5]。
- 食材に直接塩が当たって硬くなることを防ぐ[5]。
- 食材の脂肪分を和紙に吸着させる[1]。
- 穏やかな塩味になる[1]。